# 抱川戰役
抱川戰役，是朝鮮戰爭開始後，朝鮮人民軍越過38線全面南侵而發起的戰役，結果是南韓抱川郡落入北韓軍隊手中。